# Claudia Ottavia
Claudia Ottavia (in latino Claudia Octavia; Roma, 40 – Pandataria, 8 giugno 62) è stata la figlia dell'imperatore Claudio e della sua terza moglie Valeria Messalina. Fu la prima moglie dell'imperatore Nerone, ma della sua vita poco si conosce ed è incerto anche l'anno di nascita.
(Liliana Madeo, Ottavia, Mondadori, Milano, p. 7.)

## Infanzia
A soli otto anni viene utilizzata dalla madre per cercare di frenare l'ira di Claudio che, messo al corrente dello scandaloso "matrimonio" dell'imperatrice con Gaio Silio, tornava da Ostia a Roma.
(Publio Cornelio Tacito, Annali, xi, 32, BUR, Milano, trad.: B. Ceva)
Inutilmente. Poco tempo dopo, su ordine di Narcisso (o Narciso), liberto di Claudio che temeva una riconciliazione, Messalina, negli Orti Luculliani dove si era rifugiata con la madre, viene uccisa da un tribuno seguito da alcuni centurioni.
Dopo la morte di Messalina, la giovane Claudia, per ordine del padre che dubitava fosse veramente sua figlia, venne esposta nuda per diversi giorni, a soli otto anni, davanti alla casa materna, e questo infervorò la lotta fra i potenti liberti Narcisso, Callisto e Pallante per far sposare al colto ma debole Claudio una donna "adatta", lotta che vide la vittoria di quest'ultimo. Callisto perorava il matrimonio con Lollia Paolina che non aveva avuto figlie e quindi poteva allevare come suoi i figli di Claudio e Messalina. Narcisso vedeva di buon occhio il ritorno della prima moglie Petina che da Claudio aveva avuto Antonia, una femmina non direttamente associabile al potere e per questo poteva anch'essa crescere serenamente i figliastri; soprattutto Britannico, ovviamente titolato ad assumere il potere dopo il padre.
Pallante riuscì a eliminare le ipotesi portate avanti dai rivali e dal successivo anno 49 nella reggia entrò Agrippina minore, nipote di Claudio, che riuscì a sposare il potentissimo zio.
La brama di potere di Agrippina spinse la terza consorte di Claudio a tramare per emarginare i due fratellini, installare sul trono di Roma il figlio nato nel 37 dal matrimonio con Gneo Domizio Enobarbo, Lucio Domizio Enobarbo Nerone e, attraverso lui, governare Roma.
La piccola Ottavia continuò la sua appartata vita mentre Agrippina
(Tacito, Annali, xii, 3, BUR, Milano, trad.: B. Ceva)
Agrippina e Pallante fecero muovere le loro pedine politiche, riuscirono ad eliminare la concorrenza di L. Silano cui Ottavia era stata promessa e con le perorazioni di Mammio Pollione e di Vitellio spinsero Claudio, ad accettare il fidanzamento della figlia undicenne con il quattordicenne Lucio Domizio.
(Tacito, Annali, xii, 9, BUR, Milano, trad.: B. Ceva)

## Matrimonio
Nel corso dei due anni successivi Agrippina, affiancando a Nerone Lucio Anneo Seneca e Afranio Burro, prefetto del pretorio prese in mano le redini del potere mentre faceva guidare il figlio attraverso il pericoloso apprendimento dell'arte del governo. Soggiogato completamente l'imperatore, nell'anno 53
(Tacito, Annali, xii, 58, BUR, Milano, trad.: B. Ceva)
Lentamente Nerone venne fatto partecipare alla vita politica e allenato dalla madre a prendere il posto sul trono. L'azione di Agrippina tese a far diminuire il prestigio di Britannico che, con Ottavia e data la giovane età, non aveva a corte un vero gruppo di amici capace di tutelare i suoi interessi presso il debole padre. A Nerone vennero affidati compiti sempre più utili a renderlo popolare mentre Britannico veniva costantemente messo in cattiva luce ed emarginato.
I piani di Agrippina venivano però frustrati e rallentati dalla pervicace tendenza di Claudio a non defungere e lasciare il posto al figlio. Inoltre anche Britannico diventava sempre più adulto e capace di difendersi nell'agone politico. Il rischio era che Nerone (e quindi Agrippina) venisse messo in secondo piano; essere marito della figlia dell'imperatore poteva non essere sufficiente.
Approfittando dell'assenza per malattia di Narcisso, meno potente di Pallante ma amico di Britannico, Agrippina decise di ricorrere al veleno;
(Tacito, Annali, xii, 66, BUR, Milano, trad.: B. Ceva)
Il 13 ottobre del 54 Claudio morì e salì al trono il nuovo imperatore di Roma, Nerone. Ottavia divenne involontaria complice della successione perché fu trattenuta con Britannico e la sorellastra Antonia mentre Agrippina e Nerone si attivavano per far apparire Claudio solo malato e preparare il terreno per Lucio Domizio.
(Tacito, Annali, xii, 69, BUR, Milano, trad.: B. Ceva)
Mentre Nerone, guidato e controllato da Seneca e Burro iniziava brillantemente la sua vita pubblica come imperatore di Roma, Ottavia, mite e tranquilla, non partecipò mai alla vita dissoluta del marito. Per lui, per tenere lontane dalla sua libidine le donne di alto rango, fu "scelta" dai precettori Atte che gli sarà anche amica fedele per sempre. Bisogna ricordare che Nerone, sposato alla figlia di Claudio per motivi politici e dinastici
(Tacito, Annali, xiii, 12, BUR, Milano, trad.: B. Ceva)
Iniziò qui il declino del potere che Agrippina aveva sul figlio che in poco tempo riuscì ad allentare il controllo della madre e dei precettori. Nerone progettò e portò ad esecuzione l'eliminazione di Britannico, che nel 55 morì avvelenato durante un banchetto per mano prima dei suoi stessi pedagoghi e poi di uomini mandati dall'imperatore (cfr. Tacito, xiii,15).
(Tacito, Annali, xiii, 12, BUR, Milano, trad.: B. Ceva)
Agrippina, furente si rivoltò per cercare di riappropriarsi del potere che le sfuggiva: teneva incontri segreti con amici e sostenitori e perfino con Ottavia, scatenando la reazione del giovane imperatore che estromise del tutto la madre dal palazzo.

## Ripudio e morte
Infine all'orizzonte di Nerone apparve Sabina Poppea: figlia di Tito Ollio, già amico di Seiano, caduto in disgrazia insieme a questi, prese il nome dall'avo materno Poppeo Sabino che aveva goduto di fama e dignità consolare ed era moglie di Rufrio Crispino. Si fece sedurre da Otone, amico di Nerone e futuro imperatore, che dopo l'adulterio sposò. Se sia stata Poppea a lusingare Nerone o viceversa è, naturalmente, materia di discussione; rimane il fatto che Nerone allacciò una intensa relazione con Poppea, Otone fu spedito in Lusitania quale governatore, Agrippina vide scomparire tutte le sue residue speranze. D'altra parte Poppea vedeva chiaramente che Nerone non avrebbe divorziato per lei da Ottavia finché l'aggrovigliata situazione della famiglia imperiale non si fosse un po' meglio delineata con la scomparsa di alcuni dei personaggi che frenavano la libertà dell'imperatore.
Agrippina verrà uccisa nel 59 dal prefetto della flotta di Miseno ed ex precettore di Nerone, il liberto Aniceto. In realtà, non è vero che Nerone ordinò la morte di sua madre per poter ripudiare Ottavia e sposare Poppea. Nerone la fece uccidere per evitare che si formasse attorno a lei un nucleo di rivolta contro lo stesso imperatore. Fu un atto crudele, ma necessario per lui, come per primo ha ben rimarcato Girolamo Cardano nel suo Neronis Encomium.
Nel 62 morì Burro, Seneca fu costretto a ritirarsi in Corsica e poi a suicidarsi, entrò in scena Tigellino e sotto varie scuse furono mandati a morte molti componenti della nobiltà romana. Nel 63 Nerone e Poppea ebbero una figlia che però morì ancora in fasce. Solo Ottavia resisteva mitemente ma saldamente a frapporsi fra Poppea e Nerone; allora egli capì che doveva sbarazzarsi di quella moglie che
(Tacito, Annali, xiv, 59-60, BUR, Milano, trad.: B. Ceva)
Ottavia fu allontanata dalla corte ed esiliata, infausto dono, prima nella casa di Burro e poi in Campania sotto la sorveglianza di alcuni soldati. Tuttavia, la figlia di Claudio godeva del favore del popolo che si ribellò. Nerone si vide costretto a richiamarla a corte.
(Tacito, Annali, xiv, 59-60, BUR, Milano, trad.: B. Ceva)
La moderna storiografia è decisamente scettica sulla versione di Tacito, circa la descritta sostituzione delle statue di Poppea con quelle di Ottavia, operata dal popolo. Poppea era divenuta moglie di Nerone da pochi giorni e non ci sarebbe stato il tempo necessario per erigere alcuna statua alla nuova imperatrice.
Ma la rivolta durò poche ore. Nerone mandò i soldati a disperdere i ribelli e le statue di Poppea ritornarono al loro posto. Poppea si gettò ai piedi di Nerone implorando protezione da quelli che lei definì tentativi di omicidio da parte dei clientes di Ottavia travestiti da "popolo".
Nerone, spaventato, visto che l'accusa di adulterio con uno schiavo non era stata confermata dai precedenti interrogatori delle ancelle, si rivolse nuovamente ad Aniceto convincendolo a "confessare" di essere stato l'amante di Ottavia. Diversamente dall'omicidio di Agrippina, questa volta non era necessario per il liberto usare la spada. Diversamente dalla volta precedente, Aniceto si trasferì in Sardegna dove visse negli agi e lontano dalla corte.
Dimenticando una precedente "accusa" di sterilità, Nerone incolpò l'ex moglie di procurato aborto per coprire l'adulterio e la esiliò nell'isola di Pandataria.
Tacito ci porge una drammatica e toccante descrizione dell'uscita di Ottavia da Roma. Nessun'altra donna che si avviasse all'esilio suscitò tanta pena. La gente ricordava Agrippina esiliata da Tiberio e, più recentemente, Giulia scacciata da Claudio. Queste però erano donne che già avevano vissuto una vita abbastanza lunga e piena.
(Tacito, Annali, xiv, 63, BUR, Milano, trad.: B. Ceva)
Dopo pochi giorni Nerone ordinò la morte di Ottavia. Le proteste di non essere più la moglie ma la sorella di Nerone non frenarono l'azione. Le suppliche ai parenti Germanici della cui famiglia entrambi facevano parte non ebbero effetto. L'invocazione ad Agrippina, che da viva l'aveva scelta come moglie del figlio, senza poterne prevedere la condanna a morte, non servì. Ottavia fu incatenata e le furono aperte le vene, ma, poiché per la paura il sangue usciva troppo lentamente, fu immersa in un bagno caldissimo. Dopo aver quindi i sicari simulato un suicidio, le troncarono la testa che fu portata a Roma per essere mostrata a Poppea. Era l'8 giugno dell'anno 62 d.C.
(Tacito, Annali, xiv, 64, BUR, Milano, trad.: B. Ceva.)

## Ascendenza
|                                |                                |                         | Genitori                    |  |  | Nonni |  |  | Bisnonni               |  |  | Trisnonni            |  |
|                                |                                |                         |                             |  |  |       |  |  | Tiberio Claudio Nerone |  |  | Druso Claudio Nerone |  |
|                                |                                |                         |                             |  |  |       |  |  | Tiberio Claudio Nerone |  |  | Druso Claudio Nerone |  |
|                                |                                | Claudia                 |                             |  |  |       |  |  | Tiberio Claudio Nerone |  |  |                      |  |
| Druso maggiore                 |                                |                         |                             |  |  |       |  |  | Tiberio Claudio Nerone |  |  |                      |  |
|                                |                                | Livia Drusilla          | Marco Livio Druso Claudiano |  |  |       |  |  |                        |  |  |                      |  |
|                                |                                | Livia Drusilla          | Marco Livio Druso Claudiano |  |  |       |  |  |                        |  |  |                      |  |
|                                |                                | Livia Drusilla          | Alfidia                     |  |  |       |  |  |                        |  |  |                      |  |
| Claudio                        |                                | Livia Drusilla          |                             |  |  |       |  |  |                        |  |  |                      |  |
|                                |                                | Marco Antonio           | Marco Antonio Cretico       |  |  |       |  |  |                        |  |  |                      |  |
|                                |                                | Marco Antonio           | Marco Antonio Cretico       |  |  |       |  |  |                        |  |  |                      |  |
|                                |                                | Marco Antonio           | Giulia                      |  |  |       |  |  |                        |  |  |                      |  |
| Antonia minore                 |                                | Marco Antonio           |                             |  |  |       |  |  |                        |  |  |                      |  |
|                                |                                | Ottavia minore          | Gaio Ottavio                |  |  |       |  |  |                        |  |  |                      |  |
|                                |                                | Ottavia minore          | Gaio Ottavio                |  |  |       |  |  |                        |  |  |                      |  |
|                                |                                | Ottavia minore          | Azia maggiore               |  |  |       |  |  |                        |  |  |                      |  |
| Claudia Ottavia                |                                | Ottavia minore          |                             |  |  |       |  |  |                        |  |  |                      |  |
|                                | Marco Valerio Messalla Appiano | Appio Claudio Pulcro    |                             |  |  |       |  |  |                        |  |  |                      |  |
|                                | Marco Valerio Messalla Appiano | Appio Claudio Pulcro    |                             |  |  |       |  |  |                        |  |  |                      |  |
|                                | Marco Valerio Messalla Appiano | …                       |                             |  |  |       |  |  |                        |  |  |                      |  |
| Marco Valerio Messalla Barbato | Marco Valerio Messalla Appiano |                         |                             |  |  |       |  |  |                        |  |  |                      |  |
|                                |                                | Claudia Marcella minore | Gaio Claudio Marcello       |  |  |       |  |  |                        |  |  |                      |  |
|                                |                                | Claudia Marcella minore | Gaio Claudio Marcello       |  |  |       |  |  |                        |  |  |                      |  |
|                                |                                | Claudia Marcella minore | Ottavia minore              |  |  |       |  |  |                        |  |  |                      |  |
| Valeria Messalina              |                                | Claudia Marcella minore |                             |  |  |       |  |  |                        |  |  |                      |  |
|                                |                                | Lucio Domizio Enobarbo  | Gneo Domizio Enobarbo       |  |  |       |  |  |                        |  |  |                      |  |
|                                |                                | Lucio Domizio Enobarbo  | Gneo Domizio Enobarbo       |  |  |       |  |  |                        |  |  |                      |  |
|                                |                                | Lucio Domizio Enobarbo  | Emilia Lepida               |  |  |       |  |  |                        |  |  |                      |  |
| Domizia Lepida                 |                                | Lucio Domizio Enobarbo  |                             |  |  |       |  |  |                        |  |  |                      |  |
|                                |                                | Antonia maggiore        | Marco Antonio               |  |  |       |  |  |                        |  |  |                      |  |
|                                |                                | Antonia maggiore        | Marco Antonio               |  |  |       |  |  |                        |  |  |                      |  |
|                                |                                | Antonia maggiore        | Ottavia minore              |  |  |       |  |  |                        |  |  |                      |  |
|                                |                                | Antonia maggiore        |                             |  |  |       |  |  |                        |  |  |                      |  |